# Pautovita
La pautovita és un mineral de la classe dels sulfurs. Rep el nom en honor de Leonid A. Pautov (n. 1958), en reconeixement dels seus estudis sobre minerals mitjançant mètodes físics.

## Característiques
La pautovita és un sulfur de fórmula química CsFe₂S₃. Va ser aprovada com a espècie vàlida per l'Associació Mineralògica Internacional l'any 2004. Cristal·litza en el sistema ortoròmbic.
Segons la classificació de Nickel-Strunz, la pautovita pertany a «02.F - Sulfurs d'arsènic, àlcalis, sulfurs amb halurs, òxids, hidròxid, H₂O; amb alcalins (sense Cl, etc.)» juntament amb els següents minerals: caswellsilverita, schöllhornita, cronusita, chvilevaïta, orickita, rasvumita i colimaïta.

## Formació i jaciments
Va ser descoberta a la pegmatita de Palitra de la mina Karnasurt, al mont Kedykverpakhk (óblast de Múrmansk, Rússia), tractant-se de l'únic indret de tot el planeta on ha estat descrita aquesta espècie mineral.